# قانون حماية التطوع
أطلق القانون عام 1997 بهدف تشجيع التطوع واقصاء أي احتمالا بتعرض المتطوعيين للضرر خلال تعاملهم مع منظمات حكومية أو مؤسسات غير ربحية.

## مقدمة
يمكن للمتطوعين في المؤسسات غير الربحية أو المنظمات الحكومية التسبب بضرر خلال القيام بالأعمال بحسن نية، إن أعترف المتطوع بأن الخطأ نتج عن تقصير أو تهاون من قبله، يمكن محاسبته على الاضرار الناجمة عن ذلك.